# Fairey Hamble Baby
Fairey Hamble Baby là một mẫu thủy phi cơ tuần tra hải quân của Anh, do hãng Fairey Aviation thiết kế chế tạo cho Cục Không quân Hải quân Hoàng gia.

## Quốc gia sử dụng
Greece
- Hải quân Hy Lạp

 Anh Quốc
- Không quân Hoàng gia
- Cục Không quân Hải quân Hoàng gia

## Tính năng kỹ chiến thuật (110 hp Clerget)
Dữ liệu lấy từ The British Fighter since 1912 
Đặc điểm tổng quát
- Kíp lái: 1
- Chiều dài: 23 ft 4 in (7,11 m)
- Sải cánh: 27 ft 9¼ in (8,47 m)
- Chiều cao: 9 ft 6 in (2,90 m)
- Diện tích cánh: 246 ft² (23,5 m²)
- Trọng lượng rỗng: 1.386 lb (630 kg)
- Trọng lượng có tải: 1.946 lb (885 kg)
- Động cơ: 1 × Clerget, 110 hp (82 kW)

 Hiệu suất bay 
- Vận tốc cực đại: 80 kn (92 mph, 148 km/h)
- Trần bay: 7.500 ft (2.290 m)
- Tải trên cánh: lb/ft² (kg/m²)
- Công suất/trọng lượng: hp/lb (W/kg)
- Thời gian bay: 2 h
- Lên độ cao 2.000 ft (610 m): 5 phút 30 giây

Trang bị vũ khí

- Súng: 1 × Súng máy Lewis 0.303 in (7,7 mm)
- Bom: 2 × bom 65 lb (30 kg)